# Eujivarus
Eujivarus is een geslacht van rechtvleugeligen uit de familie veldsprinkhanen (Acrididae). De wetenschappelijke naam van dit geslacht is voor het eerst geldig gepubliceerd in 1911 door Bruner.

## Soorten
Het geslacht Eujivarus omvat de volgende soorten:
- Eujivarus fusiformis Bruner, 1911
- Eujivarus meridionalis Bruner, 1911